# Medauroidea extradentata
Medauroidea extradentata är en insektsart som först beskrevs av Brunner von Wattenwyl 1907.  Medauroidea extradentata ingår i släktet Medauroidea och familjen Phasmatidae. Inga underarter finns listade i Catalogue of Life.